# Nestenwiel

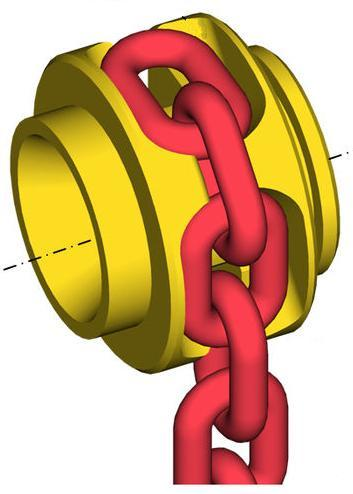
Een nestenwiel met daaroverheen een ketting

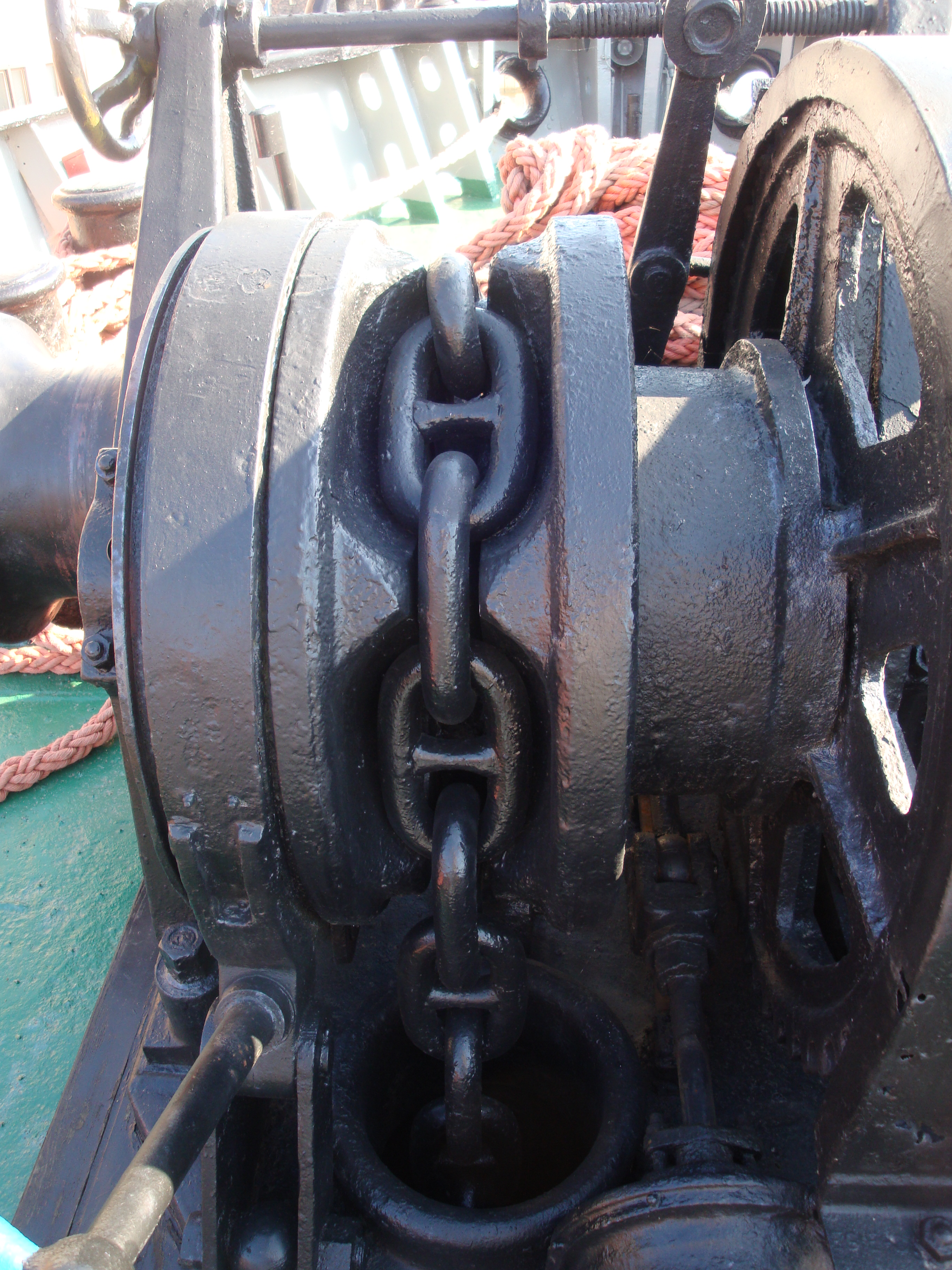
Nestenschijf op de ankerlier van een schip

Een nestenwiel, nestenschijf of kabbelaris is een wiel dat qua functie vergelijkbaar is met een wiel uit een katrol, maar dan aangepast voor een schakelketting. In de groef, waar in een gewoon takelwiel het touw of de staaldraad loopt, zijn uitsparingen gefreesd waar de schalmen van een ketting precies in passen. Deze uitsparingen worden nesten genoemd.
Vergeleken met een normaal katrolwiel heeft het nestenwiel het voordeel dat het de ketting kan doorvoeren en dat deze bovendien niet kan slippen. Het is dus mogelijk om via het nestenwiel kracht uit te oefenen op de ketting. Daarvoor is het wel noodzakelijk dat de afmetingen van beiden precies op elkaar zijn afgestemd. In de scheepvaart is het gevaarlijk om bij vervanging van de ankerketting met een niet precies passende nestenschijf te varen. Door het gewicht van het anker kan de ketting dan onverwacht uit het wiel springen en zo het schip ongewild ten anker brengen. Dit risico ontstaat ook als de ketting door slijtage langer wordt.
Bij toepassing op een ankerlier kan het nestenwiel vrij draaien over de as, maar wordt daarvan weerhouden door een  remband en vaak een pal. In rust staat de remband los en is het anker door de pal geborgd tegen het ongewild vallen. Als het anker moet worden neergelaten, draait men de remband aan, trekt de pal weg en op het juiste moment wordt de rem losgegooid waardoor het anker vrij valt.